# Västanfors kontrakt
Västanfors kontrakt var ett kontrakt i Västerås stift. Kontraktet bildades 1962 och ombildades/uppgick 1995 till/i Mellersta Västmanlands kontrakt

## Ingående församlingar
från Köpings kontrakt
- Skinnskattebergs församling
- Gunnilbo församling
- Heds församling

från Västerfärnebo kontrakt
- Norbergs församling
- Västanfors församling
- Västervåla församling